# Pfalz-Sulzbach
Pfalzgrevskabet Pfalz-Sulzbach eller Hertugdømmet Pfalz-Sulzbach var et rigsumiddelbart territorium i det Det tysk-romerske Rige. Pfalz-Sulzbach hørte tidligere under Pfalz-Neuburg (omkring Neuburg an der Donau). Området fik indre selvstyre i 1569, og det blev rigsumiddelbart i 1656.
Det tysk-romerske Rige blev ved at betragte Pfalz-Sulzbach som et len under  Pfalz-Neuburg, og territoriets fyrster blev ikke optaget i Rigsdagens fyrsteråd.
I 1777 kom Pfalz-Sulzbach i personalunion med Bayern, og i 1808 blev området indlemmet i Kongeriget Bayern. Indlemmelsen blev legaliseret ved Freden i Paris i 1814 og på den efterfølgende kongres i Wien.

## Beliggenhed
Pfalz-Sulzbach lå i det nuværende bayerske regeringsdistrikt Oberpfalz. Fyrstendømmet omfattede Breitenstein,  Pleystein og dele af Parkstein–Weiden samt Floß og Vohenstrauß. Sulzbach var hovedstad. 

## Fyrster
- 1708–1732: Theodor Eustach, pfalzgreve af Pfalz-Sulzbach
- 1732–1733: Johan Christian Josef, pfalzgreve af Pfalz-Sulzbach
- 1733–1799: Karl Theodor, kurfyrste af Pfalz og Bayern
- 1799–1808: Maximilian 1. Joseph af Bayern, var konge af Bayern i 1806–1825.